# Лобсанг Рампа
Лобсанг Рампа (8 апреля 1910 — 25 января 1981, был известен под литературным псевдонимом; настоящее имя — Сирил Генри Хоскин) — британский публицист и деятель нью-эйджа, оккультист. Хоскин утверждал, что является тибетским ламой по имени Тьюсдей Лобсанг Рампа, вселившимся в тело британца. Автор многочисленных книг об эзотерике, мистике и оккультизме. Имя Тьюсдей (англ. Tuesday, Вторник) обусловлено, якобы, существующим обычаем тибетцев давать детям имена согласно дням недели.

## Третий глаз
В ноябре 1956 года в Великобритании вышла книга под названием «Третий глаз», за авторством Тьюсдей Лобсанга Рампы. В ней он описывал своё взросление в тибетском монастыре, куда был послан в возрасте семи лет. Название книги связано с операцией, похожей на трепанацию. Во лбу Лобсанга Рампы было просверлено небольшое отверстие, через которое ему усилили третий глаз, дающий способность к видению ауры, мыслей человека. В книге операция выглядит следующим образом:

Вдруг послышался треск — кончик инструмента прошел кость. Моментально лама-хирург прекратил работу, продолжая крепко держать инструмент за рукоятку. Мой учитель передал ему пробку из твердого дерева, тщательно обработанную на огне, что придало ей прочность стали. Эту пробку лама-хирург вставил в паз инструмента и начал перемещать её по пазу вниз, пока она не вошла в отверстие, просверленное во лбу. Затем он немного отодвинулся в сторону, чтобы Мингьяр Дондуп оказался рядом с моим лицом, и, сделав знак, стал все глубже и глубже всаживать этот кусочек дерева в мою голову. Вдруг странное чувство овладело мной: казалось, будто меня покалывали и щекотали в носу. Я начал различать запахи, до сих пор неизвестные мне. Потом запахи пропали, и меня охватило новое чувство, словно легкая вуаль обволакивает все мое тело. Внезапно я был ослеплен яркой вспышкой.
— Довольно! — приказал лама Мингьяр Дондуп. Меня пронзила острая боль. Казалось, что я горю, охваченный белым пламенем. Пламя стало стихать, потухло, но на смену ему пришли мгновенные вспышки и клубы дыма. Лама-хирург осторожно извлек инструмент. Во лбу осталась деревянная пробка. С этой пробкой я проведу здесь около трех недель, почти в абсолютной темноте. Никто не смеет посещать меня, кроме трех лам, которые поочередно будут вести со мной беседы и инструктировать. До тех пор пока пробка будет в голове, мне будут давать ограниченное количество пищи и питья — чтобы только не умереть с голоду.
— Теперь ты наш, Лобсанг, — сказал мой учитель, забинтовывая голову. — До конца своих дней ты будешь видеть людей такими, какие они есть на самом деле, а не такими, какими они стараются казаться.
Оригинальный текст (англ.)The instrument penetrated the bone. A very hard, clean sliver of wood had been treated by fire and herbs and was slid down so that it just entered the hole in my head. I felt a stinging, tickling sensation apparently in the bridge of my nose. It subsided and I became aware of subtle scents which I could not identify. Suddenly there was a blinding flash. For a moment the pain was intense. It diminished, died and was replaced by spirals of colour. As the projecting sliver was being bound into place so that it could not move, the Lama Mingyar Dondup turned to me and said:" You are now one of us, Lobsang. For the rest of your life you will see people as they are and not as they pretend to be."

В течение повествования Лобсанг встречает йети, обнаруживает мумифицированное тело своей прошлой инкарнации. Также он принимает участие в церемонии, во время которой ему сообщают, что в древности Земля столкнулась с другой планетой, после чего Тибет из равнинной приморской страны превратился в то, чем он является сейчас.
Рукопись «Третьего глаза» была отвергнута несколькими британскими издательствами, прежде чем её согласилось напечатать «Секер энд Уорберг» с авансом в 800 фунтов стерлингов. До выхода книги Фредерик Уорберг встретился с «Доктором Карлом Куоном Суо» (англ. Doctor Carl Kuon Suo), перед тем как тот изменил имя на Тьюсдей Лобсанг Рампа, и был заинтригован его личностью. Уорберг отослал рукопись экспертам, некоторые из которых высказали сомнения в её подлинности. Несмотря на это, книга увидела свет и стала всемирным бестселлером. Литературное приложение к The Times охарактеризовало её следующим образом: «Это почти что шедевр».

## Полемика об авторстве «Третьего глаза»
Путешественник и тибетолог Генрих Харрер имел возражения по поводу происхождения книги и поэтому нанял частного детектива из Ливерпуля по имени Клиффорд Бьюрджес (англ. Clifford Burgess). Результаты этого расследования были опубликованы в «Daily Mail» в феврале 1958 года. Там говорилось, что автором книги является Сирил Генри Хоскин, 1910 года рождения, из Плимптона в графстве Девон, сын сантехника. Хоскин никогда не был в Тибете и не говорит по-тибетски. В 1948 году он легально изменил имя на Карл Куон Суо, прежде чем стал Вторником Лобсангом Рампой. В некрологе Эндрю Берти, Великого магистра Мальтийского ордена утверждалось, что последний принял участие в разоблачении «гималайского шамана в качестве сантехника из юго-западной Англии».
Рампа был выслежен британской прессой в Хоуте, Ирландия и был призван к ответу в связи с этими утверждениями. Он не отрицал, что был рождён как Сирил Хоскин, но при этом заявлял, что сейчас его тело занимает дух Лобсанга Рампы. Согласно объяснению, данному в его третьей книге «История Рампы», однажды Хоскин упал с пихты в своём саду в Темз-Диттон (англ. Thames Ditton), графство Суррей, пытаясь сфотографировать совёнка. Он потерял сознание, а когда очнулся, то увидел буддистского монаха в шафранового цвета мантии, идущего навстречу. Монах обсудил с ним возможность занятия Рампой его тела, и Хоскин согласился, так как был не удовлетворён своей текущей жизнью.
Когда первоначальное тело Рампы пришло в негодность, он переселился в тело британца. Как говорится в предисловии к книге «Мой визит на Венеру» (и не раз упомянуто в других книгах Рампы), окончательно замена духа в теле англичанина на дух Рампы произошло 13 июня 1949 года.
Подготовка же к этому событию (источник — тот же) началась ещё во второй половине 1947 года, посредством телепатии, которой Рампа также владел. Кроме того, до переселения Духа Рампы в новое тело англичанин, хозяин тела, поменял имя сначала на имя Дид Полл (февраль 1948 года), затем несколько раз менял адрес проживания и порвал все связи со старыми друзьями и близкими.
Таким образом, вселение Духа Рампы в новое тело готовилось долго и происходило в несколько этапов.
Как писал Рампа (источник — тот же, предисловие к книге «Мой визит на Венеру», а также «История Рампы») — необходимость такой замены была продиктована выполнением особой миссии.
На протяжении всей оставшейся жизни Рампа продолжал утверждать, что события, описанные в «Третьем глазе», правдивы и во многих своих книгах он писал:
Я Тьюсдей Лобсанг Рампа. Это мое единственное имя, теперь это мое легальное имя, и я не отзываюсь ни на какие другие.
Оригинальный текст (англ.)I am Tuesday Lobsang Rampa, that is my only name, now my legal name, and I answer to no other.

## Поздняя жизнь
Лобсанг Рампа написал восемнадцать книг, состоящих из смеси религии и оккультизма. Одна из книг, «Жизнь с ламой», по утверждению автора, была продиктована его сиамской кошкой, миссис Фифи Грейвискерс (англ. Mrs. Fifi Greywhiskers). Столкнувшись с дальнейшими нападками британской прессы, обвинявшей его в шарлатанстве и мошенничестве, Рампа переехал жить в Канаду в 1960-х годах. Он стал канадским гражданином в 1973 году.
Лобсанг Рампа умер в Калгари 25 января 1981 года.

## Биография персонажа
Сирил Генри Хоскин был простым английским сантехником, который никогда не был на Тибете, но зато утверждал, что в его тело была переселена душа тибетского монаха, физическое тело которого пришло в негодность из-за многочисленных пыток японских захватчиков, а также перенесенной ядерной бомбардировки Хиросимы. Таким образом, все книги Хоскина были написаны от имени тибетского Ламы Лобсанга Рампы, задачей которого было донести до читателей запада тайные знания, на протяжении многих тысячелетий охраняемые в труднодоступных высокогорных монастырях.
Согласно объяснению, данному в его третьей книге «История Рампы», однажды Хоскин упал с пихты в своём саду в графстве Сюррей, пытаясь сфотографировать маленького совёнка, выпавшего из своего гнезда. Находясь без сознания, он увидел буддистского монаха в шафранной мантии, который обсудил с ним возможность занятия Рампой его тела (что было возможно с помощью древнего тайного ритуала, но только с согласия Хоскина). И англичанин, который не был удовлетворен своей жизнью, согласился на этот эксперимент. Он поменял имя и отошел от общения со всеми своими знакомыми и родственниками, готовясь к своей новой жизни. Во многих своих произведениях он ссылается на то, что окончательная замена духа в теле англичанина на дух Лобсанга Рампы произошла 13 июня 1949 года.
Книги, написанные Лобсангом Рампой, относятся к жанру нью-эйдж и содержат многочисленные сведения о метафизике и оккультизме. В произведениях довольно подробно описаны техники совершения астральных путешествий, наблюдения и чтения ауры, телепатии и ясновидения, а также удивительные факты из жизни народа Тибета и послушников буддийских монастырей.
Лобсанг Рампа написал восемнадцать книг, состоящих из смеси религии и оккультизма. Британская пресса часто обвиняла Рампу в шарлатанстве.
В 1960-х годах, из-за проблем со здоровьем, он переехал на постоянное место жительства в Канаду. Он, его жена и приёмная дочь (которая также была и его секретарем), стали канадскими гражданами в 1973 году.

## Русские издания книг Лобсанга Рампы
В 1983 году в самиздате появились переводы книг  Лобсанга Рампы. С 1990 года они выходили многократно в различных издательствах на территории СНГ (Россия, Украина, Казахстан и др.) В частности издательство  "София" опубликовало более десяти его книг. 

## Список произведений Лобсанга Рампы
- «Третий глаз», 1956. Первая часть серии из трех книг («Третий глаз», «Доктор из Лхасы», «История Рампы») о жизни Лобсанга Рампы. Детство Рампы в семье, а затем в монастыре Чакпори. Быт монахов. Обучение под руководством — ламы Мингьяра Дондупа. Усиление третьего глаза при помощи операции на голове.
- «Доктор из Лхасы», 1959. Вторая часть, продолжение книги «Третий глаз». Жизнеописание Лобсанга Рампы в Китае, а также в концлагерях японцев.
- «История Рампы», 1960. Третья часть, продолжение книг «Третий глаз» и «Доктор из Лхасы». Жизнеописание Лобсанга Рампы в России, Европе и в Северной Америке. А также описание, как Лобсанг Рампа перешел в другое тело.
- «Пещеры Древних», 1963. Жизнь Лобсанга Рампы в Тибете. Исследование пещеры, в которой были найдены артефакты прошлых цивилизаций.
- «Жизнь с Ламой», 1964. Книга, написанная под диктовку кошкой Лобсанга Рампы, миссис Фифи Грейвискерс. Миссис Фифи Грейвискерс рассказывает о своей жизни в семье мадам Дипломат и в семье Лобсанга Рампы.
- «Ты вечен», 1965. Курс психического развития. Аура, цвета, значение цветов. Астральные путешествия.
- «Мудрость Древних», 1965. Эзотерический словарь терминов и понятий буддизма Лобсанга Рампы.
- «Шафранная мантия», 1966. Истории из детства Лобсанга Рампы в монастыре Потала и Чакпори. «Шафранными мантиями» называют высочайших лам.
- «Главы жизни», 1967. Предсказания будущих событий.
- «За пределами 1/10», 1969. Первая часть из серии двух книг («За пределами 1/10», «Зажечь огонь»). Лобсанг Рампа отвечает на вопросы своих читателей, связанных с различными сферами бытия.
- «Зажечь огонь», 1971. Вторая часть из серии двух книг («За пределами 1/10», «Зажечь огонь»). Лобсанг Рампа все также отвечает на вопросы своих читателей.
- «Отшельник», 1971. Старый, ослепленный отшельник должен исполнить задание своей жизни — передать свои знания, которые он получил от «Садовников Земли», молодому монаху.
- «Тринадцатая свеча», 1972. Лобсанг Рампа отвечает на вопросы об оккультизме.
- «Огонь свечи», 1973. Другие вопросы об оккультизме.
- «Сумерки», 1975
- «Как это было», 1976. Отчет о жизни Лобсанга Рампы.
- «Я верю», 1977
- «Три жизни», 1977. В «тело» на первый взгляд художественного произведения «упрятана» информация о жизни трех очень разных людей после смерти (или новая, истинная, жизнь в тонком теле).
- «Тибетский мудрец», 1980
- «Мой визит на Венеру», 1957. Книга основана на тех работах Рампы, которые он не одобрил для публикации, и которые вышли в свет спустя несколько лет после написания. В книге говорится, как Рампа встретил жителей Венеры — представителей других цивилизаций Космоса, во время путешествия на космическом корабле.
- «Мое путешествие в Агхарту. Найденные рукописи Лобсанга Рампы». Книга основана на рукописи, найденной в архивах издательства «Flying Saucer News Bookstore» (издание на русском языке — ООО Издательский дом «София»[2]).
- «Секреты ауры, или Уроки астральных путешествий» / Пер. с фр. — М.: Русина, 1995. — 207 с., ил.

### Книги, написанные женой Сан Ра’аб Рампой
- Pussywillow, 1976
- Tigerlily, 1978
- Autumn Lady, 1980
- Wild Briar, 1982
- Le Testament de Lobsang Rampa (фр.), 1984[3]

### Книги приёмной дочери Шилы Роуз
- 25 years with T. Lobsang Rampa, 2005 ISBN 978-1-4116-7432-5
- Grace, The World of Rampa, 2007

## Память
В г. Кемерово, в центральном сквере Орбита установлена скульптура «Философ» с цитатой «Чем больше вы знаете, тем больше вам предстоит узнать» из Лобсанга Рампе, — работы скульптора Дмитрия Кукколоса.

### Выдержки из произведений Рампы, поддержка его взглядов
- Tuesday Lobsang Rampa A multilingual website dedicated to Lobsang Rampa that has all 19 of his books in English, Spanish, and French, and lists of titles in 20 other languages (англ.)
- T. Lobsang Rampa — extracts from his easily read, deep wisdom books — excerpts from Rampa’s writings (англ.)
- LobsangRampa.net Архивная копия от 22 декабря 2006 на Wayback Machine — a website maintained by followers of Rampa, containing links to a mailgroup and other Rampa-themed websites (англ.)
- T. Lobsang Rampa — New Age Trailblazer — a website advertising an eBook by Karen Mutton about Rampa’s life and works (англ.)

### Критика
- T. Lobsang Rampa — an article on Rampa in the Skeptic’s Dictionary (англ.)
- Tuesday Lobsang Rampa — an encyclopedia article from James Randi’s website (англ.)
- The Third Eye — a short critical article at the Museum of Hoaxes website (англ.)
- Fictitious Tibet: The Origin and Persistence of Rampaism — a long critical article by Agehananda Bharati, first published in Tibet Society Bulletin, Vol. 7, 1974 (англ.)